# Spišské Tomášovce

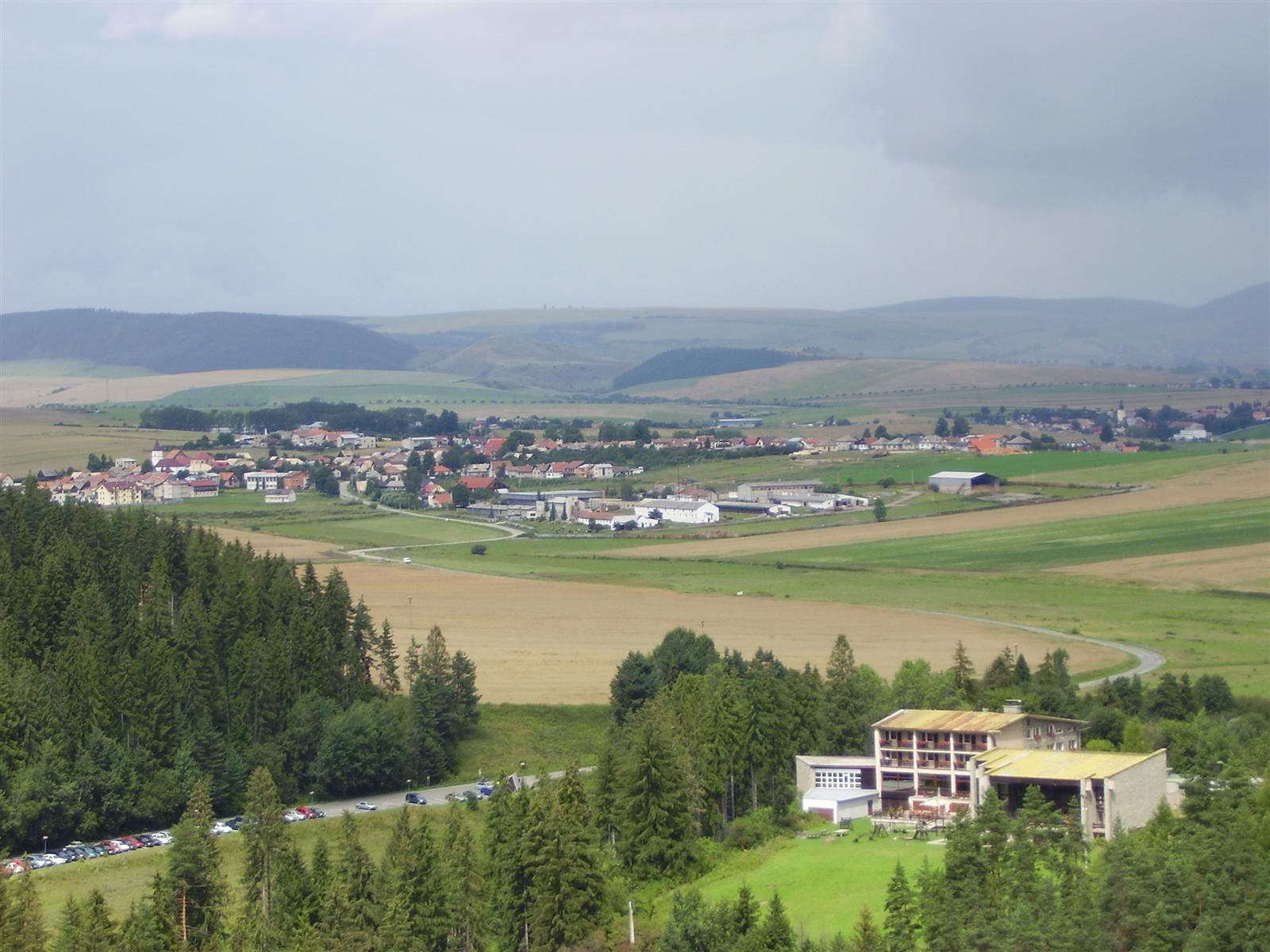
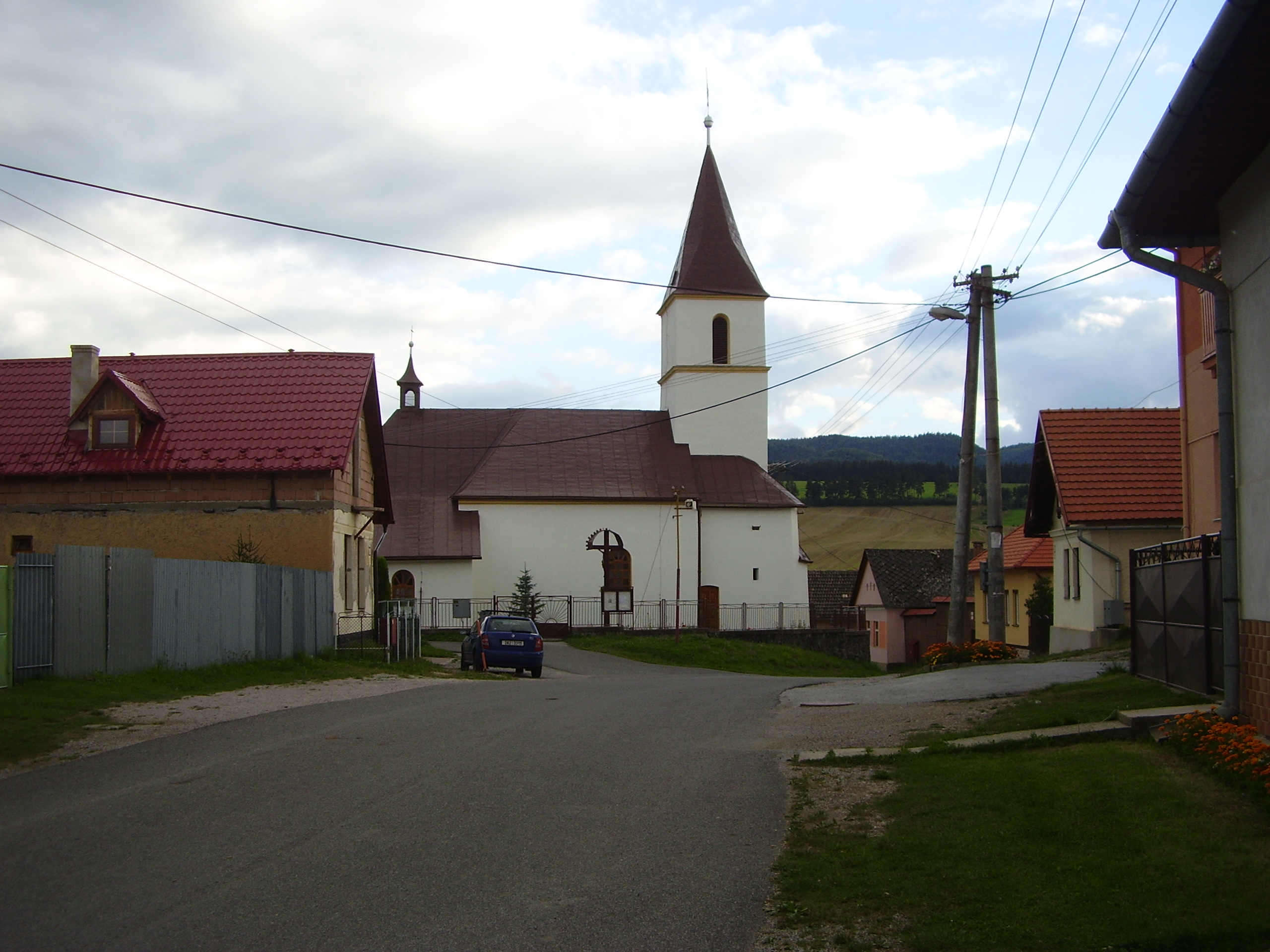
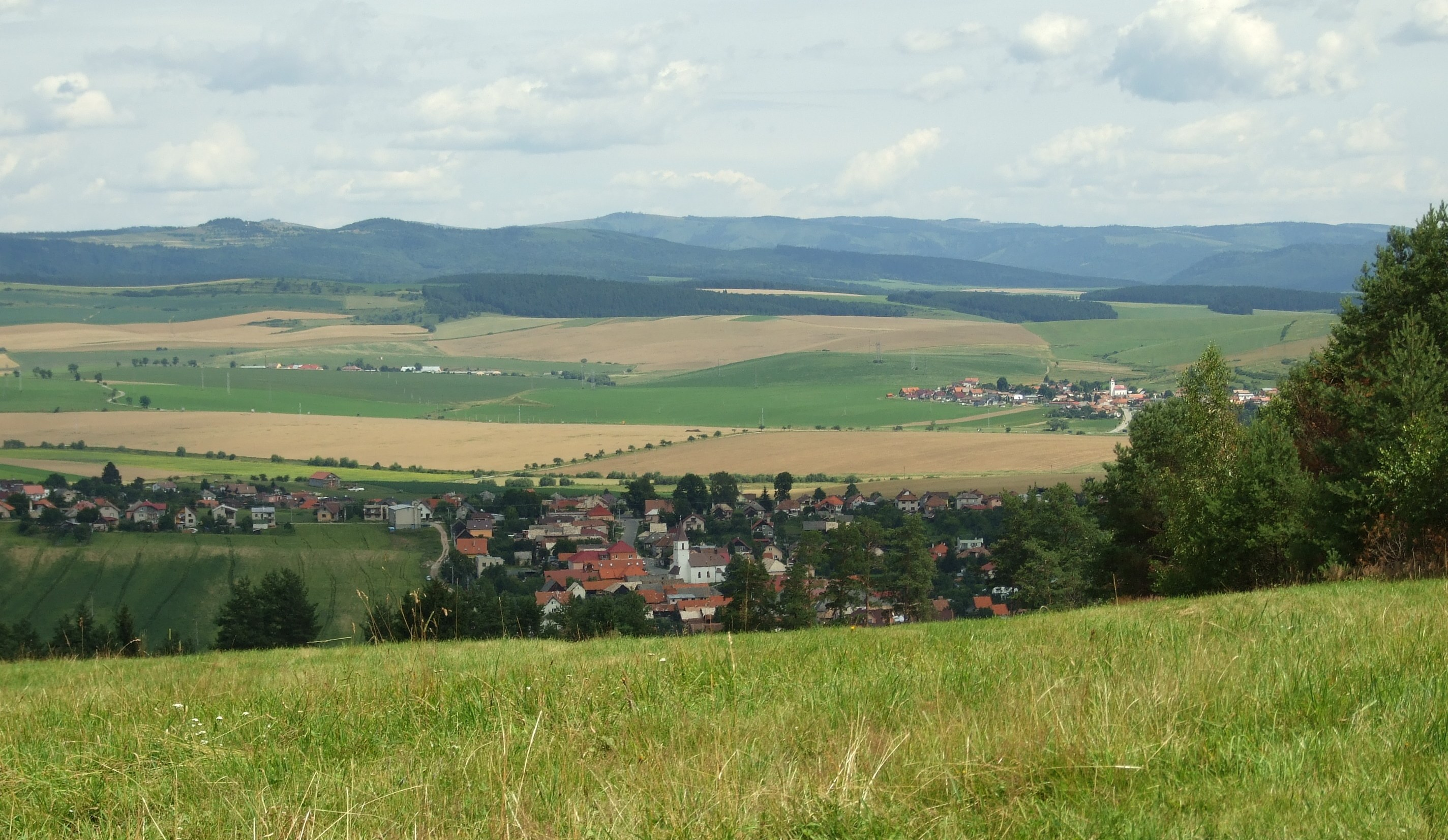

Spišské Tomášovce (Hongaars: Szepestamásfalva) is een Slowaakse gemeente in de regio Košice, en maakt deel uit van het district Spišská Nová Ves.
Spišské Tomášovce telt 1.737 inwoners.